# Sundridge (Kent)
Sundridge – wieś w Anglii, w hrabstwie Kent, w dystrykcie Sevenoaks. Leży nad rzeką Darent, 28 km na zachód od miasta Maidstone i 33 km na południowy wschód od centrum Londynu.